# Slangenberggroeve

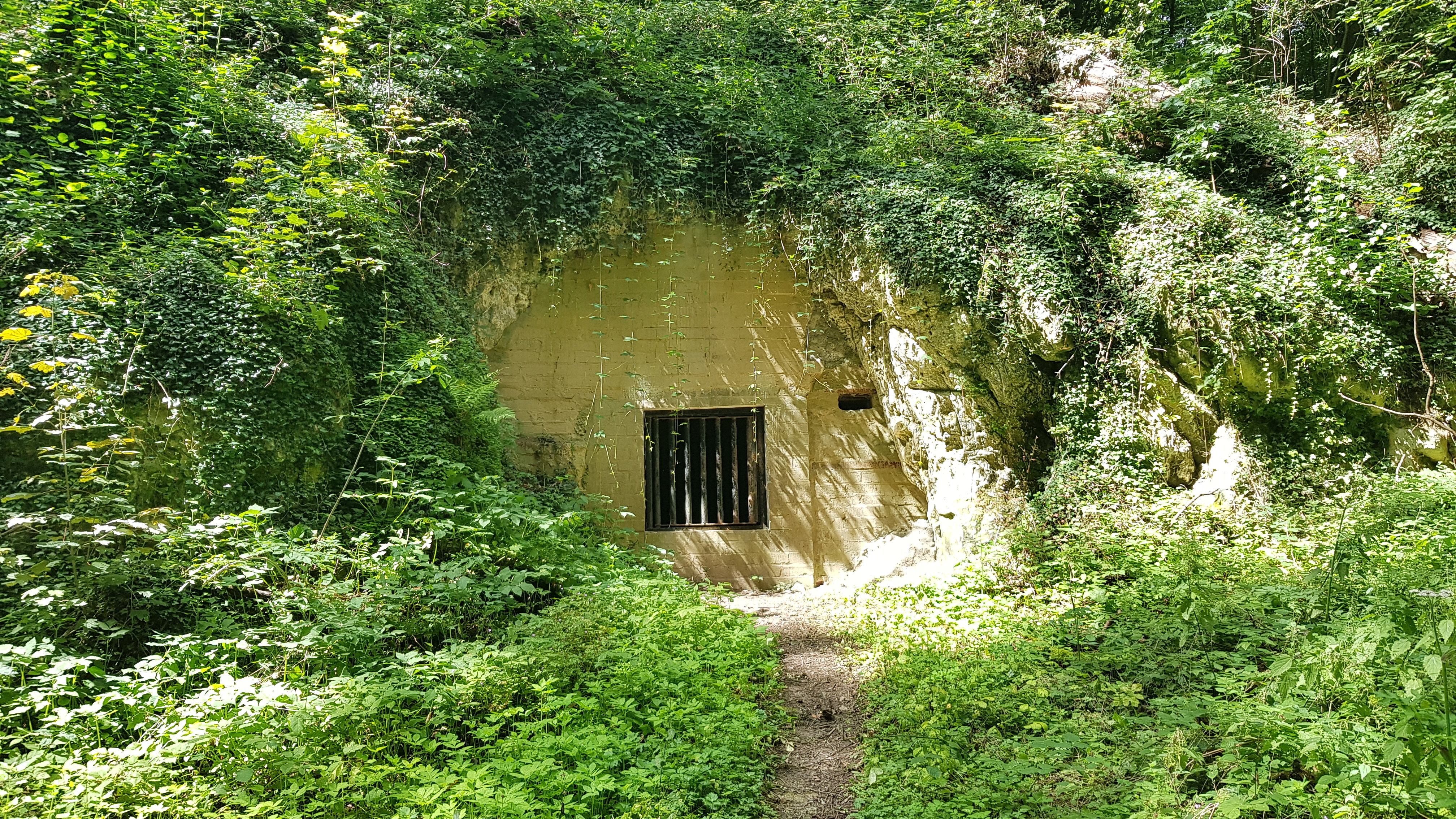
ingang Slangenberggroeve

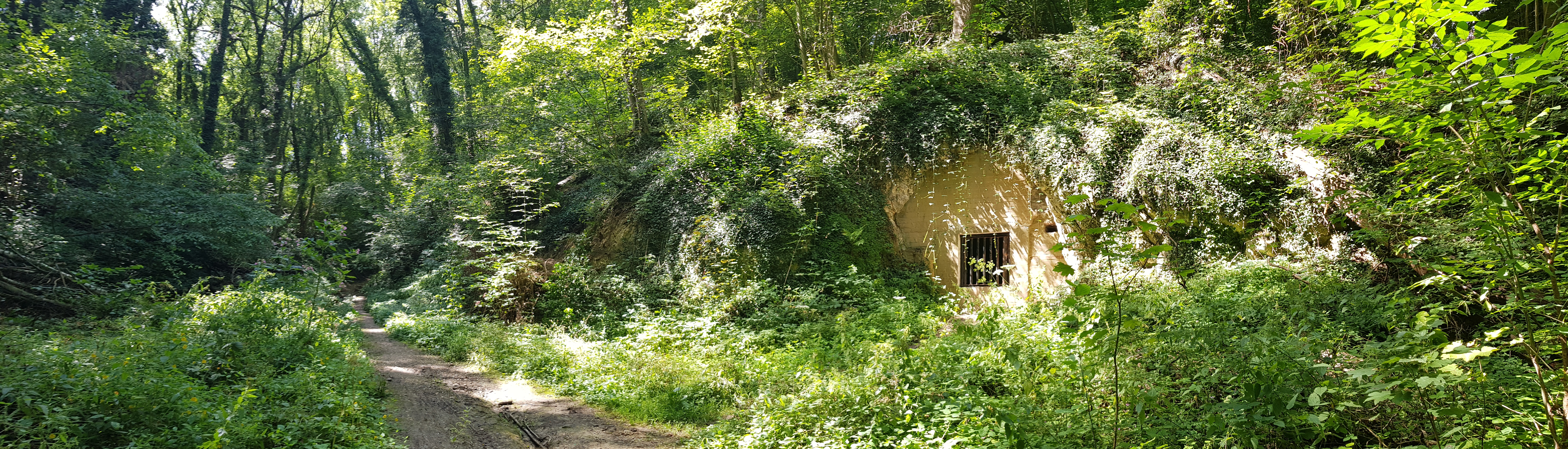

De Slangenberggroeve (ook: Aquariumgrot)  is een Limburgse mergelgroeve in de Nederlandse gemeente Valkenburg aan de Geul in Zuid-Limburg. De ondergrondse groeve ligt ten westen van Geulhem in een hellingbos op de noordelijke rand van het Plateau van Margraten in de overgang naar het Geuldal. In de omgeving duikt het plateau een aantal meter steil naar beneden.
Op ongeveer 70 meter naar het zuidoosten ligt de Mussenputgroeve, op ongeveer 250 meter naar het oosten liggen de Rotswoningen van Geulhem en op ongeveer 250 meter naar het noordwesten ligt de Bronsdaelgroeve.

## Geschiedenis
De groeve werd door blokbrekers ontgonnen voor de winning van kalksteenblokken en werd later gebruikt als champignonkwekerij.

### Grottenaquarium Aqua Fauna
In het voorjaar van 1954 werd door Pierre Marquet de voormalige champignonkwekerij uitgemest, verbouwd en werden er betonnen bakken gemaakt. Deze betonnen bakken werden voorzien van een zware ruiten en verlichting. Deze bakken werden als aquarium ingericht en met water en vissen gevuld. Op 24 juli 1954 werd het grottenaquarium Aqua Fauna geopend voor het publiek.
De exploitatie van het aquarium liep niet geheel voorspoedig. Een vroegere zakenpartner van Marquet opende ongeveer gelijktijdig in de Trichterberggroeve het Grottenaquarium Valkenburg en vormde daarmee een concurrent van Aqua Fauna. Marquet uitte daarbij openlijk verwijten richting de concurrent, waarna Marquet voor de rechter werd gedaagd wegens aantasting van de goede naam. Een aantal weken na de opening werd van 26 bakken het glas kapotgeslagen. Daarnaast had iemand ongeveer twee maanden na de opening in vrijwel alle koudwaterbakken chloortabletten gegooid, waardoor de vissen stierven door vergiftiging. Het aquarium werd vervolgens uitgebreid met twintig nieuwe bakken en met de aanlevering van vers zeewater in mandflessen van het Zoölogisch Station in Den Helder kreeg het aquarium voor het eerst ook zoutwatervissen.
In de meer dan 70 aquaria met bij elkaar 200.000 liter werden de vissen gehouden in de voor de vissen aangename constante temperatuur van 12 graden Celsius die in het ondergrondse gangenstelsel het hele jaar door heerst. De aquaria waren voorzien van een systeem van waterverversing en er waren vaste voedertijden ingesteld. Ook was er een sprookjespanorama van 40 m² met varens, orchideeën en vele bloemen. De populatie vissen gaf een vrij volledig beeld van de vissen die in Nederland voorkomen.
Op 21 mei 1955 werd het aquarium opnieuw voor het publiek geopend. Om gidsen rondleidingen te laten verzorgen werden er middelbare scholieren aangetrokken die voor een fooi van de bezoekers uitleg gaven. Voor de ingang van de aquariumgroeve werd er een terras aangelegd waar mensen een drankje konden nuttigen.
In 1957 ging het financieel mis doordat het aquarium in de wintermaanden geen bezoekers ontving, maar de kosten voor de exploitatie wel bleven doorlopen.

## Groeve
De Slangenberggroeve is een middelgrote groeve.
De ingang van de groeve is afgesloten met traliewerk, zodat vleermuizen de groeve kunnen gebruiken als verblijfplaats.
De groeve ligt op het terrein van het Het Limburgs Landschap. In 2017 werd de groeve op veiligheid onderzocht en goedgekeurd als de aanwezige asbest verwijderd zou zijn.